# Teosto
Teosto (finnisch, als Eigenname auch auf Schwedisch gebraucht) ist die 1928 gegründete Verwertungsgesellschaft der Komponisten, Texter, Musikarrangeure und Musikverleger in Finnland. Laut Eigenangaben vertritt die Organisation etwa 20.000 finnische Urheber und Verlage.

## Teosto-Preis
Der Teosto-Preis (finnisch Teosto-palkinto, schwedisch Teostopriset) wird seit 2003 jährlich von Teosto verliehen, um das Schaffen von finnischen Künstlern im Musikbereich sichtbar zu machen und zu fördern. Ausgezeichnet werden innovative oder originelle einheimische Arbeiten des Vorjahres, wobei der Preis normalerweise für ein bis drei verschiedene Werke vergeben wird. Der Preis ist mit 40.000 € dotiert und wird unter den Preisträgern aufgeteilt. Sollte es nur einen einzelnen Preisträger geben, wird die Preissumme auf 25.000 € reduziert. Ein siebenköpfiger Ausschuss, dessen Zusammensetzung regelmäßig geändert wird, nominiert Kandidaten, aus denen eine Jury die endgültigen Preisträger auswählt. Die Jury besteht aus Repräsentanten der Preisträger des Vorjahres sowie zwei von Teosto ernannten Mitgliedern.
In den Jahren 2010 und 2021 wurde der Teosto-Preis nicht vergeben.

### Preisträger
- 2003
  - Maija Vilkkumaa (Album Ei)
  - Kimmo Pohjonen (Komposition Kalmuk)
  - Kimmo Hakola (Orchesterkonzert Le Sacrifice)

- 2004
  - Jukka Tiensuu (Big-Band-Komposition Umori)
  - Quartett Ilmiliekki (Album March of the Alpha Males)

- 2005
  - Veli-Matti Puumala (Pianokonzert Seeds of Time)
  - Tuomari Nurmion (Kompositionen und Arrangements für das Album Kinaporin kalifaatti)

- 2006
  - Marzi Nyman (Album Marzi)
  - Sampo Haapamäki (Komposition Kirjo)

- 2007;
  - Olli Kortekangas (Opernmusik für Isän tyttö; halber Preis)
  - Jonna Tervomaa (Kompositionen und Texte für das Album Parempi loppu)
  - Jussi Jaakonaho (Kompositionen für das Album Parempi loppu)

- 2008
  - Asa (Album Loppuasukas; die andere Hälfte des Preises ging an das 12-köpfige Produktionsteam des Albums)

- 2009
  - Magnus Lindberg (Komposition Graffiti)
  - Mira Luoti, Jori Sjöroos und Paula Vesala (Komposition PMMP des Albums Veden varaan)

- 2010 (nicht vergeben)

- 2011
  - Sebastian Fagerlund (Komposition Ignite)
  - Christel Sundberg (Komposition Chisu des Albums Vapaa ja yksin)
  - Wimme Saari, Tapani Rinne und Tuomas Norvio (Album Mun)

- 2012
  - Milla Viljamaa (Album Minne)

- 2013
  - Anna Eriksson (Album Mana)
  - Matthew Whittall (Komposition Dulcissima, clara, sonans)

- 2014
  - Risto Ylihärsilä (Album II)

- 2015
  - Mikko Hassinen (Kompositionen für das Album Elektro GT)

- 2016
  - Antti Auvinen (Komposition) und Harry Salmenniemi (Libretto für die Kammeroper Autuus)
  - Paperi T (Album Malarian pelko)

- 2017
  - Mikko Joensuu (Kompositionen, Texte, Arrangements für die Alben Amen 1 und Amen 2)

- 2018
  - Astrid Swan (Album From the Bed and Beyond)
  - Joona Toivanen Trio (Arrangements für das Album _XX_)

- 2019
  - Color Dolor (Stina Koistinen und Nicolas Rehn) (Album Love)
  - Sebastian Hilli (Kkomposition Snap Music)

- 2020
  - Jesse Markin und Totte Rautiainen (Kompositionen und Texte für das Album Folk)

- 2021 (nicht vergeben aufgrund der COVID-19-Pandemie in Finnland)[3]

- 2022 (Preissumme 60000 €)
  - Yona (Johanna Rasmussen und Produktionsteam des Albums Uni johon herään)
  - Cecilia Damström (Komposition ICE)
  - Linda Fredriksson (Kompositionen für das Album Juniper)
  - Eevil Stöö (und Produktionsteam des Albums Marsipan Wave)

- 2023
  - Mikko Sarvanne (Kompositionen für das Album Heräämisen valkea myrsky)
  - Draama-Helmi (Helmi Kajasteen und Produktionsteam für das Album Draama-Helmi kuistilla)
  - Sanna Ahvenjärvi und Tapio Lappalainen (Album Water)